# Ангерт Олександр Анатолійович
Олександр Анатолійович Ангерт (відомий на прізвисько Ангел) — бізнесмен, один з найвпливовіших кримінальних авторитетів Одеси 90-х років.

## Біографія
Олександр Ангерт народився 1955 року в Одесі. В молодості став на злочинний шлях, займався грабіжками, з 1990-х співпрацював із Геннадієм Трухановим та Володимиром Галантерником.
У 1980 році засуджений до розстрілу за умисне вбивство, проте після апеляції вища міра була замінена на 15 років позбавлення волі, але весь термін не відсидів.
У 1990 році він вийшов з в'язниці, маючи на руках довідку, що підтверджує захворювання на рак шлунка.
Приблизно в цей же час він приєднався до тодішнього кримінального авторитета, легендарного Віктора Павловича Кулівара, відомого на прізвисько Карабас. У Кулівара Ангерт почав займатися реалізацією економічного спрямування, яке закінчилося тим що Карабас повністю встановив контроль над нафтовим бізнесом в Одеському порту.
Використовуючи авторитет Карабаса і деяких людей з його оточення, Ангерт отримує нові можливості. З його участю і під його впливом формуються класичні злочинні угрупування в Одесі.
Після смерті Віктора Кулівара Ангерт вів активну війну за владу з іншими організованими злочинними угрупованнями, і згодом переміг.
У боротьбі за владу Ангерт був однією з найсильніших фігур. Його угрупування перемогло одну з найчисельніших тодішніх одеських ОЗУ, що належала Георгію Стоянову (прізвисько Стоян), змусивши тікати її лідера з країни. Другою значущою фігурою, яку переміг Ангерт, був Сергій Єршов (прізвисько Кацап). Єршов після вбивства охоронця, а потім і випадки нападу, в результаті якого його дружина втратила ногу, перестав брати участь в розборках, і вийшов з гри.
У 2001 році Олександр Ангерт переселився у столицю Великої Британії — Лондон.
У першій половині травня 2017-го року деякі ЗМІ повідомили про смерть Олександра Ангерта, причиною якої стало онкозахворювання. До цієї новини не всі ЗМІ поставилися однозначно. Деякі вважали смерть кримінального авторитета містифікацією, інші прийняли цю новину без тіні сумніву. У вересні того ж року ЗМІ, опираючись на слова на той час керівника ГУНП Одеської області Дмитра Головіна, повідомили, що Ангерт живий і перебуває за кордоном.

## Цікаві факти
- Діяльність Олександра Ангерта привернула уваги ряду західних спецслужб, але не державних[5].
- Олександру Ангерту приписують спроби впливу на вибори у місцеві органи влади Одеси. Подібні заяви зробив і Міхеіл Саакашвілі, який на той момент був головою в Одеській ОДА[9].
- Олександр Ангерт станом на 2017 рік був громадянином двох країн: Венесуели та Ізраїлю[10].
- Неодноразово висвітлювалася версія про те, що замовником вбивства Віктора Кулівара міг бути Олександр Ангерт, який, нібито, успадкував від нього владу в місті. Однак прямих доказів цьому твердженню на сьогоднішній момент немає[11].